# Terrance Woodbury
Terrance De'Sean Woodbury (Norfolk, 16 giugno 1986) è un cestista statunitense, professionista nella NBDL in Europa e in Asia.

## Palmarès
- Campione NBDL (2012)